# Matmos
Matmos ist eine experimentelle Band aus San Francisco, die 1995 von den Musikern M.C.Schmidt und Drew Daniel (solo als The Soft Pink Truth) gegründet wurde. Der Name Matmos bezieht sich auf eine lebende Flüssigkeit aus dem 1968er Science-Fiction-Film Barbarella. Sie veröffentlichen vor allem auf dem Label Matador Records.
Als Produzenten zeichnen Matmos für das Album Vespertine von Björk mitverantwortlich. Auch für ihr Folgealbum Medúlla produzierten Matmos einige Songs.

## Stil
Viele ihrer Stücke lassen sich in der Nähe der Musique concrète ansiedeln. Matmos nutzen neben konventionellen Instrumenten wie Keyboards und Gitarren auch verschiedene Geräusche, Samples und Field Recordings. Zum Einsatz kommen chirurgische Operationsinstrumente, das Umblättern von Bibelseiten, elektrische Gitarren für fünf Dollar, Kontaktmikrofone an menschlichem Haar, Heliumtanks, Totenschädel, Spielkarten, Celli, Violinen, Insekten, Ukulelen, auf eine Trommel fallende Tabletten, bellende Hunde, vorlesende Menschen, unter den Füßen knirschendes Salz oder in der Sonne tauendes Eis.

## Diskografie

### Alben
- Matmos (1998, OLE-380)
- Quasi-Objects (1998, OLE-381)
- The West (1999)
- A Chance to Cut Is a Chance to Cure (13. März 2001, OLE-489)
- The Civil War (2003)
- The Rose Has Teeth in the Mouth of a Beast (2006, OLE-677)
- Supreme Balloon (2008)
- Treasure State, with So Percussion (2010)
- The Marriage of True Minds (2013)
- Ultimate Care II (2016)
- Plastic Anniversary (2019)
- The Consuming Flame: Open Exercises in Group Form (2020)

### EPs
- Full On Night, with Rachel’s (2000, Quarterstick)
- California Rhinoplasty (12. Februar 2001, OLE-501)
- Rat Relocation Program (2004)
- For Alan Turing (2006)
- The Ganzfeld EP (2012, Thrill Jockey 315)

### Limited Edition
- Matmos Live, with J Lesser (2002)
- A Viable Alternative to Actual Sexual Contact, als Vague Terrain Recordings (2002, Piehead Records)
- A Paradise of Dainty Devices: interludes, micromedia & sound edits (limited edition of 100, for their Wet Hot EuroAmerican Summer Tour, 2007)
- Polychords, Promo-Single released on Matador Records